# یگور آراکلیان
یگور هُوسپی آراکلیان (ارمنی: Եգոր Հովսեփի Առաքելյան؛  زادهٔ ۱۹۱۹ - درگذشته تاریخ نامعلوم) کارشناس علوم پرورشی اهل ارمنستان بود.

## زندگی‌نامه
وی در ۱۹۱۹ در سارچاپت به دنیا آمد .  همچنین برندهٔ جوایزی همچون آموزگار شایسته ارمنستان شوروی (۱۹۷۸)، مدال خاچاطور آبوویان، نشان جنگ میهنی (درجه دو) و نشان برجسته افتخار شده است. تاریخ درگذشت وی نامعلوم است.